# Sullivan (Missouri)
Sullivan is een plaats (city) in de Amerikaanse staat Missouri, en valt bestuurlijk gezien onder Crawford County en Franklin County.

## Demografie
Bij de volkstelling in 2000 werd het aantal inwoners vastgesteld op 6351.
In 2006 is het aantal inwoners door het United States Census Bureau geschat op 6657, een stijging van 306 (4,8%).

## Geografie
Volgens het United States Census Bureau beslaat de plaats een oppervlakte van
19,9 km², geheel bestaande uit land. Sullivan ligt op ongeveer 292 m boven zeeniveau.

## Plaatsen in de nabije omgeving
De onderstaande figuur toont nabijgelegen plaatsen in een straal van 20 km rond Sullivan.

## Geboren
- George Hearst (1820-1891), zakenman en Senator